# Az utolsó vérig
Az utolsó vérig (Force of Execution) egy 2013-as amerikai bűnügyi-akciófilm, melyben Steven Seagal, Danny Trejo, Bren Foster alakítja a főszerepet. A filmet Keoni Waxman rendezte és Richard Beattie, valamint Michael Black írta. Ez a negyedik közös együttműködése Seagalnak és a rendező Waxmannek, a Testőr (2009), a Halálos ellenfél (2010) és a Szigorított őrizet (2012) után.

## Szereplők
- Steven Seagal – Mr. Alexander (Csernák János)
- Danny Trejo – Jimmy Peanuts (Varga Tamás)
- Ving Rhames – Jeges (Faragó András)
- Noel Gugliemi – Cesare gengsztere
- Bren Foster – Roman Hurst
- Jesus Jr. – Sztriptízbár kidobóembere
- Sarah Minnich – Sztriptíztáncosnő
- Frank Mir - Alexander testőre

## Folytatások
A következő film címe Az igazság védője címet viseli, melyet 2014-ben mutattak be. Lesz még egy folytatása, az "Absolution" című film.